# Landelijke Ereraad der Illegaliteit
De Landelijke Ereraad der Illegaliteit werd op 7 februari 1946 opgericht in Nederland na een besluit van minister Kolfschoten van justitie en op advies van de Groote Advies-Commissie der Illegaliteit. De taakomschrijving omvatte het functioneren als een adviescollege voor het Openbaar Ministerie en de rechter-commissaris bij de beoordeling van tijdens de bezetting gepleegde strafbare feiten door illegaal werkers, of tenminste door personen die zicht motiveerden door verzet tegen de vijand tijdens de Tweede Wereldoorlog.
De raad had dus uitsluitend een adviserende functie, en kon daartoe het betreffende dossier raadplegen, en zowel de verdachte als eventuele getuigen verhoren. De deskundigheid van de raad werd verondersteld door de persoonlijke ervaringen van de leden in het verzetswerk.
De leden van de Ereraad werden benoemd door de Groote Advies-Commissie der Illegaliteit. Voorzitter was bij oprichting mr. G.J. van Heuven Goedhart.